# Meseta del Pajarito
La meseta del Pajarito es una meseta volcánica en el centro-norte de Nuevo México en los Estados Unidos.  La meseta, que es parte de la sierra de Jémez, está flanqueada al oeste por los valles de Caldera y al este por el cañón de la Peña Blanca del río Grande. La meseta está ocupada por diferentes entidades, entre las que podemos mencionar conocido el monumento nacional de Bandelier, el pueblo de Los Álamos y su remoto suburbio White Rock y el laboratorio nacional de Los Álamos. La elevación de la meseta va desde los 1700 m en su base en el río hasta los 2300 m en el punto que la meseta se une a su cordal montañoso.
La meseta del Pajarito está compuesta principalmente de ignimbrita, el cual es un depósito volcánico de una erupción explosiva; en este caso, un par erupciones del cercano Valles de Caldera.  

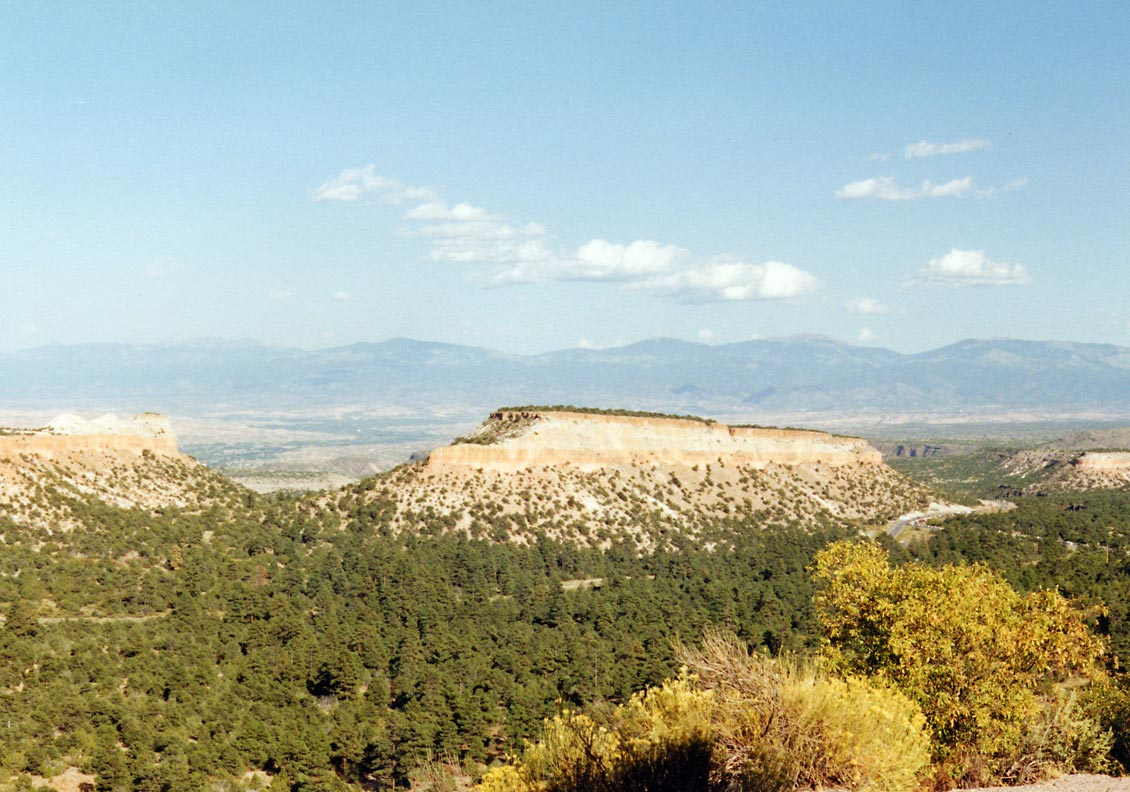
Una mesa aislada de la meseta del Pajarito

La erosión ha excavado magníficos cañones de hasta 240 metros de profundidad que cortan la meseta en pequeñas mesas. Muchas de estas mesas pueden ser escaladas en su cara occidental por lo que muchas veces se les denomina potreros.